# Kampung Kandang
Kampung Kandang is een bestuurslaag in het regentschap Pariaman van de provincie West-Sumatra, Indonesië. Kampung Kandang telt 1013 inwoners (volkstelling 2010).